# Giro d'Itàlia de 1971
El Giro d'Itàlia de 1971 fou la 54a edició del Giro d'Itàlia i es disputà entre el 20 de maig i el 10 de juny de 1971, amb un recorregut de 3.567 km distribuïts en 20 etapes, una d'elles dividida en dos sectors i un pròleg. 100 ciclistes hi van prendre part, acabant-lo 75 d'ells. La sortida fou a Lecce, Pulla, i l'arribada a Milà.

## Història
En aquesta edició tornà a disputar-se un pròleg inicial per decidir el portador (en aquest cas portadors, en ser l'equip sencer) de la maglia rosa durant la 1a etapa, tot i que el temps no comptava per a la classificació general. El pròleg consistia en una contrarellotge per equips en relleus de 6,2 km, en la qual va vèncer l'equip italià Salvarani.
Durant la 6a etapa es va conèixer el positiu en un control antidopatge efectuat en la 2a etapa d'un dels favorits de la cursa, l'italià Gianni Motta, que fou penalitzat amb deu minuts en la classificació general. Durant la 7a etapa es va produir una escapada de 35 corredors, més tard reduïda a 9, que va fer que la classificació general canviés de manera important en arribar a meta amb més de sis minuts d'avantatge. Entre els integrants a l'escapada hi havia Gimondi, Van Springel, Pettersson i Francisco Galdós. Gimondi guanyà l'etapa i l'italià Aldo Moser es va vestir amb la maglia rosa. Amb els seus 37 anys i tres mesos es convertia en el ciclista de més edat en ser líder del Giro d'Itàlia. Aquest rècord no seria superat fins al 2002, quan l'alemany Jens Heppner el va batre en ser líder amb 37 anys i cinc mesos, i posteriorment el 2007 per l'italià Andrea Noè, maglia rosa amb 38 anys i quatre mesos.
L'etapa reina d'aquesta edició fou la 17a, en la qual s'ascendí el Großglockner, Cima Coppi d'aquesta edició amb 2.506 metres. Entre els favorits no hi hagué moviments, i l'etapa fou guanyada per Pierfranco Vianelli. En la 18a etapa, també de muntanya, el fins aleshores líder Claudio Michelotto, no pogué resistir els atacs i cedí la maglia rosa en benefici del suec Pettersson. Aquest arribà destacat a meta, junt a Galdós, Van Springel i Gimondi, vencedor de l'etapa. En la 19a etapa, guanyada per Farisato, tant Gimondi com Van Springel aconsiguiren alguns segons sobre els seus més directes rivals, tot i que les diferències no foren decisives.
Finalment Pettersson s'imposà en la classificació general, sense aconseguir cap triomf d'etapa, sent el primer i únic ciclista suec en guanyar el Giro d'Itàlia fins a l'actualitat. José Manuel Fuente s'imposà en la classificació de la muntanya i Marino Basso en la classificació per punts.

## Equips participants
En aquesta edició del Giro hi van prendre part 10 equips formats per 10 ciclistes cadascun, per formar un pilot amb 100 corredors.
| Núm.  | Codi | Equip    |
| ----- | ---- | -------- |
| 1-10  | COS  | Cosatto  |
| 11-20 | DRE  | Dreher   |
| 21-30 | FER  | Ferretti |
| 31-40 | FIL  | Filotex  |
| 41-50 | GBC  | G.B.C.   |

| Núm.   | Codi | Equip     |
| ------ | ---- | --------- |
| 51-60  | KAS  | KAS       |
| 61-70  | MAG  | Magniflex |
| 71-80  | MOL  | Molteni   |
| 81-90  | SAL  | Salvarani |
| 91-100 | SCI  | Scic      |

## Etapes
| Etapa | Data       | Recorregut                            |                           | Km   | Vencedor d'etapa            | Líder de la general      |
| ----- | ---------- | ------------------------------------- | ------------------------- | ---- | --------------------------- | ------------------------ |
| prol. | 20 de maig | Lecce - Bríndisi                      | contrarellotge per equips | 62,2 | Salvarani (ITA)             | -                        |
| 1ª    | 21 de maig | Bríndisi - Bari                       | Etapa plana               | 175  | Marino Basso (ITA)          | Marino Basso (ITA)       |
| 2ª    | 22 de maig | Bari - Potenza                        | Etapa de mitja muntanya   | 260  | Enrico Paolini (ITA)        | Enrico Paolini (ITA)     |
| 3ª    | 23 de maig | Potenza - Benevento                   | Etapa plana               | 177  | Ercole Gualazzini (ITA)     | Enrico Paolini (ITA)     |
| 4ª    | 24 de maig | Benevento - Pescasseroli              | Etapa de mitja muntanya   | 203  | Guerrino Tosello (ITA)      | Enrico Paolini (ITA)     |
| 5ª    | 25 de maig | Pescasseroli - Gran Sasso             | Etapa de muntanya         | 198  | Vicente López Carril (ESP)  | Ugo Colombo (ITA)        |
| 6ª    | 26 maggio  | L'Aquila - Orvieto                    | Etapa plana               | 163  | Domingo Perurena (ESP)      | Ugo Colombo (ITA)        |
| 7ª    | 27 de maig | Orvieto - San Vincenzo                | Etapa plana               | 220  | Felice Gimondi (ITA)        | Aldo Moser (ITA)         |
| 8ª    | 28 de maig | San Vincenzo - Casciana Terme         | Etapa de mitja muntanya   | 203  | Romano Tumellero (ITA)      | Claudio Michelotto (ITA) |
| 9ª    | 29 de maig | Casciana Terme - Forte dei Marmi      | Etapa plana               | 141  | Marino Basso (ITA)          | Claudio Michelotto (ITA) |
| 10ª   | 30 de maig | Forte dei Marmi - Pian del Falco      | Etapa de muntanya         | 123  | José Manuel Fuente (ESP)    | Claudio Michelotto (ITA) |
| 11ª   | 31 de maig | Sestola - Màntua                      | Etapa plana               | 199  | Marino Basso (ITA)          | Claudio Michelotto (ITA) |
|       | 1 de juny  | dia de descans                        |                           |      |                             |                          |
| 12ª   | 2 de juny  | Desenzano del Garda - Serniga di Salò | contrarellotge individual | 28   | Davide Boifava (ITA)        | Claudio Michelotto (ITA) |
| 13ª   | 3 de juny  | Salò - Sottomarina di Chioggia        | Etapa plana               | 218  | Patrick Sercu (BEL)         | Claudio Michelotto (ITA) |
| 14ª   | 4 de juny  | Chioggia - Bibione                    | Etapa plana               | 170  | Patrick Sercu (BEL)         | Claudio Michelotto (ITA) |
| 15ª   | 5 de juny  | Bibione - Ljubljana (YUG)             | Etapa plana               | 201  | Franco Bitossi (ITA)        | Claudio Michelotto (ITA) |
| 16ª   | 6 de juny  | Ljubljana (YUG) - Tarvisio            | Etapa plana               | 100  | Dino Zandegù (ITA)          | Claudio Michelotto (ITA) |
| 17ª   | 7 de juny  | Tarvisio - Großglockner (AUT)         | Etapa de muntanya         | 206  | Pierfranco Vianelli (ITA)   | Claudio Michelotto (ITA) |
| 18ª   | 8 de juny  | Lienz (AUT) - Falcade                 | Etapa de muntanya         | 195  | Felice Gimondi (ITA)        | Gösta Pettersson (SWE)   |
| 19ª   | 9 de juny  | Falcade - Ponte di Legno              | Etapa de muntanya         | 182  | Lino Farisato (ITA)         | Gösta Pettersson (SWE)   |
| 20ª A | 10 de juny | Ponte di Legno - Lainate              | Etapa plana               | 185  | Giacinto Santambrogio (ITA) | Gösta Pettersson (SWE)   |
| 20ª B | 10 de juny | Lainate - Milà                        | contrarellotge individual | 20   | Ole Ritter (DEN)            | Gösta Pettersson (SWE)   |

## Classificacions finals

### Classificació general
| Classificació General | Classificació General     | Classificació General | Classificació General |
| Pos.                  | Ciclista                  | Equip                 | Temps                 |
| --------------------- | ------------------------- | --------------------- | --------------------- |
| 1                     | Gösta Pettersson (SWE)    | Ferretti              | 97h 24' 03"           |
| 2                     | Herman van Springel (BEL) | Molteni               | + 2' 04"              |
| 3                     | Ugo Colombo (ITA)         | Filotex               | + 2' 35"              |
| 4                     | Francisco Galdós (ESP)    | KAS                   | + 4' 27"              |
| 5                     | Pierfranco Vianelli (ITA) | Dreher                | + 6' 41"              |
| 6                     | Silvano Schiavon (ITA)    | Dreher                | + 7' 27"              |
| 7                     | Felice Gimondi (ITA)      | Salvarani             | + 7' 30"              |
| 8                     | Tony Houbrechts (BEL)     | Salvarani             | + 9' 39"              |
| 9                     | Wladimiro Panizza (ITA)   | Cosatto               | + 13' 13"             |
| 10                    | Giovanni Cavalcanti (ITA) | Filotex               | + 14' 22"             |

|   | Ciclista                   | Equip     | Punts |
| - | -------------------------- | --------- | ----- |
| 1 | José Manuel Fuente (ESP)   | KAS       | 360   |
| 2 | Pierfranco Vianelli (ITA)  | Dreher    | 270   |
| 3 | Primo Mori (ITA)           | Salvarani | 190   |
| 4 | Lino Farisato (ITA)        | Ferretti  | 170   |
| 5 | Vicente López Carril (ESP) | KAS       | 140   |

|   | Ciclista                     | Equip     | Punts |
| - | ---------------------------- | --------- | ----- |
| 1 | Marino Basso (ITA)           | Molteni   | 181   |
| 2 | Patrick Sercu (BEL)          | Dreher    | 148   |
| 3 | Felice Gimondi (ITA)         | Salvarani | 139   |
| 4 | Ole Ritter (DEN)             | Dreher    | 136   |
| 5 | Albert van Vlierberghe (BEL) | Ferretti  | 116   |